# バルチック艦隊 (お笑い)
バルチック艦隊（バルチックかんたい）は、かつて吉本興業（大阪）で活動していたお笑いコンビ。NSC大阪校28期生。2005年7月結成。2007年11月頃解散。

## メンバー
- 三島 達矢（みしま たつや 1982年10月2日 - ）

大阪府大阪市出身。血液型はO型。
解散後、元「うずまき」の南條庄祐と「すゑひろがりず」として活動中。
- 小畑 陽治（おばた ようじ 1985年2月5日 - ）

大阪府堺市出身。血液型はA型。

## 略歴
- 結成前、コンビ名を「戦艦ポチョムキン」にする案もあったという。ちなみに三島は関西テレビの報道局において報道カメラマンのアシスタントをしていた。
- 2005年の第5回M-1グランプリでは、2人のキャラを生かした住職ネタで、結成わずか5ヶ月、NSC在学中にもかかわらず準決勝に進出。NSC現役生の準決勝進出はオオカミ少年、オリエンタルラジオ以来3組目で、2021年時点で最後になっている。しかし敗者復活戦では、白ヤギさん・黒ヤギさんの国際紛争ネタが全くと言っていいほど観客に伝わらず、その会場の雰囲気が後続の「ベリー・ベリー」の漫才にも影響を与える事態となってしまった。
- 関西の人気女性コンビ「アジアン」のイベントやラジオに出演していた。

## 受賞歴・主な賞レース戦歴
- 2005年 第26回今宮戎漫才新人コンクール 新人漫才奨励賞
- 2005年 第5回M-1グランプリ 準決勝進出

## 出演

### 番組
- ヨシモト∞（ヨシモトファンダンゴTV、 - 2007年3月、芸人証券（日曜日）に出演）
- アジアンのbaseよしもとガンラジ（ラジオ大阪、2006・2007年、毎月最終週のみ）

### 舞台
- baseよしもと

## ものまねレパートリー
- 三島：ダルシム、中尾彬、ビートたけし他
- 小畑：馳浩（息遣い）、橋本真也（顔マネ）他